# Alfons Dierckx
Alphonsius Maria Ludovicus Dierckx (Balen, 10 augustus 1859 – aldaar, 1 januari 1920) was een Belgisch notaris en politicus voor de Katholieke Partij. Hij was burgemeester van Balen.

## Levensloop
Hij was de zoon van Joseph Dierckx, notaris te Balen, en maakte deel uit van de invloedrijke en welstellende Turnhoutse familie Dierckx. Hij volgde zijn vader op als notaris.
In 1896 werd hij politiek actief en nam hij deel aan de Balense gemeenteraadsverkiezingen met een katholieke kieslijst. Hij behaalde met een zetel meer de meerderheid op een andere katholieke lijst onder leiding van toenmalig burgemeester Henricus Bonifacius Jansen, met wie hij persoonlijke en zakelijke belangenconflicten had, en werd vervolgens aangesteld als burgemeester. In 1900 werd hij daarnaast verkozen tot Antwerpse provincieraadslid voor het kanton Mol. Tevens was hij van 18 juni 1912 tot 17 december 1918 secretaris van de provincieraad.
Hij overleed op 1 januari 1920 en werd opgevolgd als burgemeester door Gustaaf Wouters. Op dat moment was er een onderzoek gaande inzake zijn gedrag tijdens de Duitse bezetting tijdens de Eerste Wereldoorlog. De uitvaartplechtigheid vond plaats in de Sint-Andrieskerk te Balen.
In Balen werd er een straat naar hem vernoemd, met name de A. Dierckxstraat. Zijn toenmalige woning is opgenomen in de lijst van het bouwkundig erfgoed, maar heeft geen beschermde status.

## Eretekens
- Ridder in de Leopoldsorde (13 november 1919)